# Nikola Rađen

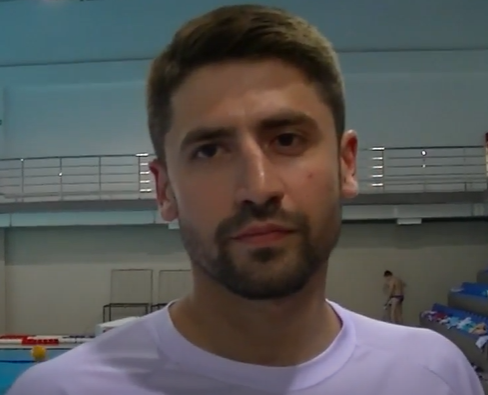
Nikola Rađen

Nikola Rađen (em sérvio:  Никола Рађен; Novi Sad, 29 de janeiro de 1985) é um jogador de polo aquático sérvio, medalhista olímpico.

## Carreira
Rađen fez parte dos elencos bronze olímpicos pela Sérvia em Pequim 2008 e Londres 2012.